# Baréin en los Juegos Paralímpicos de Río de Janeiro 2016
Baréin estuvo representado en los Juegos Paralímpicos de Río de Janeiro 2016 por dos deportistas femeninas.

## Medallistas
El equipo paralímpico bareiní obtuvo las siguientes medallas:
| Nombre       | Deporte   | Evento            |
| ------------ | --------- | ----------------- |
| Oro          |           |                   |
| Fatima Nedam | Atletismo | Peso F53 femenino |
| Plata        |           |                   |
| —            |           |                   |
| Bronce       |           |                   |
| —            |           |                   |